# شرکت سرمایه‌گذاری نفت، گاز و پتروشیمی تأمین
شرکت سرمایه‌گذاری نفت، گاز و پتروشیمی تأمین (به‌اختصار: تاپیکو) شرکت هلدینگ سرمایه‌گذاری ایرانی است، که در زمینه صنایع پایین‌دستی نفت و گاز، با تمرکز بر پالایش نفت‌وگاز، صنایع شیمیایی و صنایع پتروشیمی، همچنین سرمایه‌گذاری و مدیریت بر پالایشگاه‌ها، مجتمع‌های پتروشیمی و کارخانجات شیمیایی فعالیت می‌کند. این شرکت، بزرگترین هلدینگ متعلق به شرکت سرمایه‌گذاری تأمین اجتماعی است.
شرکت تاپیکو در سال ۱۳۸۲ توسط شستا تأسیس شد و در سال مالی ۱۳۹۴ درآمدی بالغ بر ۶ هزار میلیارد تومان کسب نمود و در رتبه ۲۷ از فهرست صد شرکت برتر ایران، بر پایه میزان درآمد سالیانه، قرار گرفت. دفتر مرکزی این شرکت در تهران قرار دارد و بخشی از سهام آن، در بازار بورس اوراق بهادار تهران معامله می‌شود.

## مدیران غیرمتخصص در زیرمجموعه‌های تاپیکو
بررسیها نشان می‌دهد که در ترکیب اعضای هیئت مدیره شرکتهای غیر مدیریتی شرکت سرمایه‌گذاری نفت، گاز و پتروشیمی تأمین مدیران غیرمتخصص زیادی دیده می‌شود و در شرکتهای زیر مجموعه تاپیکو نیز لیست بلندبالایی از مدیرانی وجود دارد که ارتباط بین مدرک تحصیلی آنها و جایگاه شغلیشان مشخص نیست. محمود مخدومی و بابک افقهی از جمله مدیران ناکارآمد و غیر متخصص در تاپیکو بودند که در دوران مدیریت خود خسارت های فراوانی را برای تاپیکو به همراه آورند. 

## تاریخچه
شرکت تاپیکو در سال ۱۳۸۲ با نام شرکت پالایش روغن آبادان به عنوان یک شرکت سهامی خاص تأسیس شد. در سال ۱۳۸۳ در پی تغییر اساسنامه، ماهیت آن از یک شرکت سهامی خاص به شرکت سهامی عام تغییر پیدا کرد و در پی آن دفتر مرکزی شرکت نیز از شهر آبادان به تهران منتقل گردید، همچنین نام آن به شرکت سرمایه‌گذاری صنایع پتروشیمیایی و شیمیایی تأمین تغییر یافت. در سال ۱۳۹۰ در راستای اجرای سیاست‌های ساماندهی کسب و کار شرکت‌های زیرمجموعه شستا، بخش سلولز تاپیکو به شرکت صنایع عمومی تأمین انتقال پیدا کرد و با ادغام شرکت هلدینگ نفت و گاز تأمین در هلدینگ سرمایه‌گذاری صنایع پتروشیمیایی و شیمیایی تأمین، نام این شرکت به سرمایه‌گذاری نفت و گاز و پتروشیمی تأمین تغییر یافت.
این شرکت از سال ۱۳۹۱ دارای کمیته حسابرسی است که از بدو تأسیس کمیته حسابرسی اعضای آن همواره به عنوان بازوی نظارتی هیئت مدیره تلاش وافری نموده‌اند و پیشنهادها متعددی در راستای ارزش افزایی و بهبود سیستم به هیئت مدیره ارائه نموده‌اند. تاپیکو دارای واحد حسابرسی داخلی است که علی‌رغم تمام محدودیت‌ها و عدم تأمین نیرو و امکانات یکی از فعالترین واحدهای سازمانی بوده‌است و شاید بتوان گفت در میان هلدینگ‌های شستا رتبه ۱ را در فعالیت و تلاش به خود اختصاص داده‌است.